# Maurice Joyce
Pour les articles homonymes, voir Joyce.
Maurice Joyce est un réalisateur et animateur irlandais né le 13 mars 1969 à Dublin.

## Filmographie

### Comme réalisateur

#### Cinéma
- 1999 : Doug, le film
- 2015 : Violet

#### Télévision
- 1997 : Doug : 8 épisodes
- 2000-2001 : Sheep in the Big City : 4 épisodes
- 2003 : Wilde Stories: The Nightingale and the Rose
- 2003 : Wilde Stories: The Devoted Friend
- 2013 : Newsbag
- 2015-2016 : Puffin Rock : 79 épisodes

### Animateur
- 1989-1992 : Les Tortues Ninja : 26 épisodes
- 1993 : Ottifanten : 13 épisodes
- 1993 : Speed Racer
- 1994 : Budgie the Little Helicopter : 1 épisode
- 1994 : Felidae
- 1994 : Dino Babies
- 1995 : Benjamin Blümchen : 1 épisode
- 1995 : Bibi Blocksberg : 1 épisode
- 1995-1996 : The Story Keepers : 3 épisodes
- 1996 : Beavis et Butt-Head se font l'Amérique
- 2003 : The Selfish Giant
- 2004-2007 : Nom de code : Kids Next Door : 17 épisodes
- 2006 : Codename: Kids Next Door: Operation Z.E.R.O
- 2013 : Peter Rabbit : 1 épisode

### Artiste de storyboard
- 1993 : Speed Racer : 6 épisodes
- 1997 : Les Rois du Texas : 1 épisode
- 2004 : Right Now Ladies and Gents
- 2009 : Olivia : 4 épisodes
- 2009 : Olivia
- 2010-2011 : The Octonauts : 4 épisodes